# Vladimir Fogel
Pour les articles homonymes, voir Fogel.
Vladimir Pavlovitch Fogel (Владимир Павлович Фогель) est un acteur soviétique de lointaine origine allemande (Vögel) né à Moscou en 1902, et mort le 8 juin 1929, date de son suicide.

## Biographie
Vladimir Fogel poursuit ses études à l'Institut technologique de Moscou mais la révolution d'Octobre change ses plans. Il est obligé de travailler comme bûcheron et finalement réussit à entrer au Gu.I.K., aujourd'hui Institut fédéral d'État du cinéma, qui ouvre en 1919. Il entre dans la classe de Lev Koulechov. Il obtint son premier petit rôle dans son film Les Aventures extraordinaires de Mr West au pays des bolcheviks. Il interprète un rôle plus important (le fasciste Fog) dans un autre film de Koulechov Le Rayon de la mort (1925).
Vogel joue ensuite dans les films de Vsevolod Poudovkine, Yakov Protazanov, Fiodor Otsep ou Boris Barnet. Il acquiert une reconnaissance internationale avec Dura lex de Koulechov (1926) et Trois dans un sous-sol d'Abram Room (1927). Il tourne de plus en plus, jusqu'à quatre films par an, comme en 1928, ce qui l'aurait conduit à une dépression nerveuse et au suicide en 1929. Il est enterré au Cimetière Donskoï.

## Rôles au cinéma
- 1928 : Salamandre (Саламандра) (Саламандра) : le baron réactionnaire
- 1928 : La Poupée aux millions : Paul
- 1928 : Terre en captivité : le gendre du propriétaire
- 1928 : La Maison de la place Troubnaia de Boris Barnet : Golikov
- 1927 : Trois dans un sous-sol d'Abram Room : Volodia Vogel
- 1927 : Qui es-tu ? :
- 1927 : La Jeune Fille au carton à chapeau de Boris Barnet : Vogelev
- 1927 : La Fin de Saint-Pétersbourg de Vsevolod Poudovkine : l'officier allemand
- 1926 : Le Procès des trois millions : l'homme au binocle
- 1926 : Miss Mend : Vogel
- 1926 : Dura lex de  Lev Koulechov : Michael Denin
- 1925 : Le Rayon de la mort (Луч смерти) de Lev Koulechov : Fog
- 1925 : La Fièvre des échecs de Vsevolod Poudovkine : le fiancé
- 1924 : Les Aventures extraordinaires de Mr West au pays des bolcheviks (Neobytchaïnye priklioutchenia mistera Vesta v strane bolchevikov) de Lev Koulechov : jeune bagarreur